# Kinaskok
Kinaskok (Stachys affinis) er en urteagtig plante i slægten  galtetand, der stammer fra Japan og Østasien.

## Rodknolde
Kinaskok udvikler rodknolde under jorden, der minder om jordskokker, men er mindre. Knolden har ikke noget skind, og kødet er hvidt. Hvor kartofler indeholder stivelse, indeholder kinaskok stachyrose – et tetrasaccharid, oligosaccharid.
| Portal | Portal:Botanik |